# طلعت باشا
محمد طلعت (بالتركية: Mehmet Talât) اشتهر باسم طلعت باشا (بالتركية: Talat Paşa) (1 سبتمبر 1874 - 15 مارس 1921) مؤسس جمعية الحرية العثمانية وهو واحد من القادة البارزين في الدولة العثمانية مؤسسي جمعية الاتحاد والترقي. اضطلع طلعت باشا دوراً هاماً في إعداد ثورة تركيا الفتاة وكان واحداً من أهم صانعي السياسة في الدولة العثمانية في الفترة من 1908 حتى 1918. بعد مداهمة الباب العالي وبعد تشكيل حكومة سعيد حليم باشا وزير الداخلية أصبح واحداً من أهم محددين سياسة الدولة، أسس طلعت باشا سلطة مع أنور باشا وجمال باشا كما لعب دوراً في دخول الدولة العثمانية الحرب العالمية الأولى وترحيل ومذابح الأرمن. وفي عام 1917م شغل منصب الصدر الأعظم، وبعد الهزيمة في الحرب فض طلعت باشا جمعية الاتحاد والترقي وفر هارباً مع جمال باشا إلى خارج البلاد وقُتل في برلين علي يد ناشط أرمني.

## حياته
ولد في أدرنة عام 1874 ، والده خير أحمد وصيف أفندي من قرية كيرجالي، وأمه هورمز هانم من الأناضول وهاجر أجدادها من القرية وانتسبوا للعائلة المالكة ، بعد ان تلقي تعليمه الابتدائي فيزا تخرج من الرشدية العسكرية بأدرنة.
بعد وفاة والده تحمل مسئولية والدته وأختيه في سن صغير، عمل كمأمور بريد في مكتب بريد سالانيك مابين عام 1898 و1908 التي عمل بها لمدة 10 سنوات حتي أصبح رئيس بريد سالانيك، وأثناء فترة رئاسته درس اللغة الفرنسية كما أنه كان يتحدث بالرومية.

### حركة الشباب التركي
كان الشباب مطلعين علي الفكر التركي في سن صغير، وشاركوا في تكوين معارضة تتكون من البروقراطيين والضباط ذو الرتب الصغيرة على الحد، وفي عام 1896 تم القبض علي طلعت بك وأصدقائه وأُرسِلوا إلى سجن أدرنة محكوماً عليهم بالسجن ثلاثة سنوات وتم عزلهم من وظيفتهم.
وبعدما قضوا العام ونصف في السجن وفي شهر فبرايرعام 1898 وبإرادة واحدة مع بعض الأصدقاء الأخرين تم العفو عنهم ، ولكن لم يسمح لهم بالبقاء في أدرنة وتم نفيهم إلى سالانيك.
وفي عام 1899 شغل طلعت بك وظيفة كاتب في إدارة البريد والتلغراف بولاية سالانيك، وفي عام 1907 أصبح ريئس الكتاب حتى تم عزله في نوفمبر 1907 .ولقد اعطته وظيفته في إدارة البريد فرصة إرسال الصحف المعارضة سراً من خارج البلاد إلى سالانيك، واستمر في دراسة الحقوق بالإضافة لنضاله والمهام الرسمية في سالانيك.
وفي عام 1903 دخل إلى المحافل الماسونية المقدونية، ووفقاً لبعض المصادر فإنه كان منسوباً أيضاً لأعضاء الطائفة البكتاشية وأنه يستخدم كل الطرق لتنظيم المعارضة السياسية ، كما انه بذل قصاري جهده لتنظيم معارضين حزب المعارضة في سالانيك في انتفاضة 1903 . وفي يوليو عام 1906 قرر المعارضين إنشاء منظمة جديدة وتكونت من طلعت بك وإسماعيل جانبولات ومصطفي رحمي معاً علي إدارة المنظمة، وخاصة الاعضاء الذين قيدوا بالمنظمة من الضباط أصحاب الرتب القليلة وأوجدوا مركز في باريس مع جمعية الاتحاد والترقي العثمانية وسميت بالمركز الداخلي بجمعية الاتحاد والترقي العثمانية، تم تعيين طلعت بك كوزير للمنظمة الجديدة.
كما تولي بهاء الدين شاكر بك وظيفة مشابهة في المركزالخارجي العمومي وعمل الشخصين علي وزارة المنظمة، إن عزل طلعت بك من وظيفته في إدارة البريد في نوفمبر 1907م وإنهاء حياته المأمورية اوجد إمكانية استخدام كل وقته من اجل الجمعية. وقبل إعلان الدستور ذهب طلعت باشا مرتين إلى إسطنبول وحاول إنشاء شعبة هناك.

### من بعد احتلال 1908م
بعد احتلال 1908 سميت الجمعية المنظمة جمعية الاتحاد والترقي وكان طلعت بك من أهم الإداريين للجمعية وكان واحداً من أهم واضعي السياسة في الدولة العثمانية في الفترة الأخيرة من الدولة العثمانية من 1908 حتى 1918، وبجانب وظائفه السياسية تم قبوله عام 1909 في المحافل الماسونية وعمل لمدة عام كأول أكبر أستاذ في المحافل الماسونية.
وفي الانتخابات التي أجريت في عام 1908 شهر نوفمبر وديسمبر دخل طلعت بك إلى حزب النواب مرشحاً بتسعين صوت من أدرنة.
تم افتتاح المجلس واختيار أحمد رضا بك رئيساً ب 205 صوت وتم اختيار طلعت بك كأول رئيس منتخب ب 116 صوت.

### عصيان 31 مارس

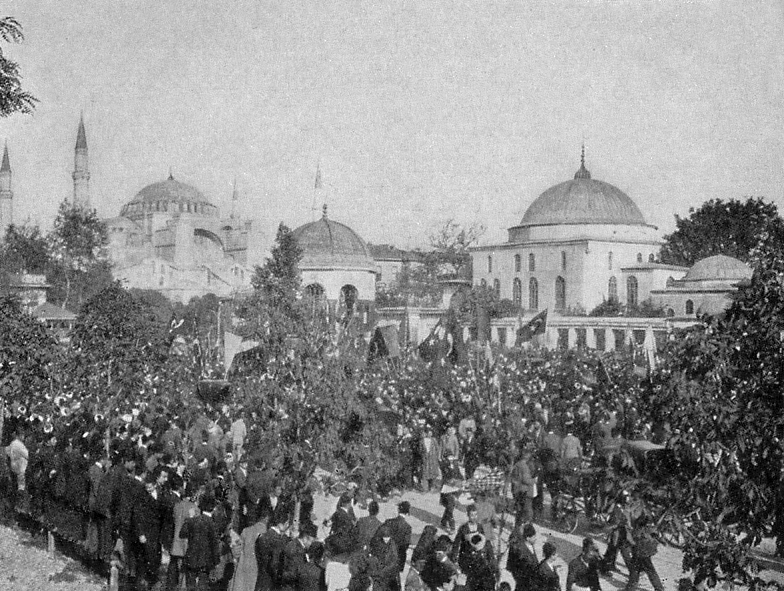
عصيان 31 مارس

كان طلعت بك أحد الرافضين لثورة 31 مارس وفي اليوم الثالث من العصيان شارك في جيش الحركة وذهب مع دكتور ناظم بك إلى أياستافينوس لجمع مجلس النواب وأيان أزارلر، إجتمع النواب الأخرين وايان في نادي اليخت ووقعوا علي برقية تحمي حقوق السلطنة والبقاء علي الولاء لالسلطان عبد الحميد الثاني، أعلن طلعت بك الرئيس الثاني للبعثة وهو أحمد مختار باشا ورشاد أفندي.ومن بعد واقعة 31 مارس ترأس وفد المجلس 17 شخصاً وذهبوا في رحلة إلى إنجلترا، وعندما كان طلعت بك في زيارته الرسمية في إنجلترا عينه حسين حكمي باشا وزيراً للداخلية.

### الوزارات
بعدما عمل طلعت بك وزيراً للداخلية لمدة سنة ونصف (من 8 أغسطس 1909 حتى 4 فبراير 1911)استقال بموجب إرضاء الجمهور والمطبوعات، واستمر نائبًا في مجلس أدرنة.
وفيما بين 4 فبراير 1912 حتى يوليو 1912احتل مكانة في وزارة سعيد باشا وزيراً للبريد والتلغراف.
وبينما كان مشاركًا في حرب البلقان كجندي متطوع بأدرنة عاد إلى إسطنبول لعمل الدعاية السياسية، واحتل مكانة بين منظمين ومنفذين الباب العالي ، وبعد الانتفاضة شغل منصب وكيل الداخلية ولكنه لم يأخذ مكانة في الوزارة، وبعد الانتفاضة إتخذت الحكومة المؤسسة قراراً باستمرار الحرب، وفي أثناء حرب البلقان الثانية اضطلع طلعت بك دوراً هاماً في إعطائه أمراً للعسكر التحرك بالانسحاب من أدرنة ثم ترأس الوفد العثماني في محادثات السلام مع الممثلين البلغاريين.
بعد اغتيال محمود شوكت باشا تم إعادة طلعت بك من جديد لرئاسة الداخلية بحكومة سعيد حليم باشا في 12 يونيو 1913، واعتباراً من هذا التاريخ أصبح طلعت بك من أهم المحددين السياسيين للدولة، وقد أسس القادة المهمين للعصر أنور باشا وجمال باشا وثالثهم طلعت بك سلطنة وسمت الفترة الأخيرة للدولة العثمانية.
وأثناء الحرب العالمية الأولى كان محمد طلعت باشا من أكبر الأسماء المعروفة في جمعية الاتحاد والترقي، وكان له فكر منفصل وغير متحيز في موضوع دخول الحرب وكان له تأثير في قرار الدولة العثمانية.
وبإصدار وتطبيق قانون الترحيل بتاريخ 15 مايو عام 1915م اضطلع طلعت باشا دوراً هاماً بصفته وزير الداخلية وكأحد قادة الجمعية.

### الصدر الأعظم
تولي طلعت باشا مقام الصدر الأعظم برتبة وزير في تاريخ 3 فبراير 1917م بعد أن استقال سعيد حليم باشا لأسباب صحية، وهكذا كان أول نائب صدر أعظم في التاريخ العثماني.
وإحدي أهم المواضيع في فترة الصدر الأعظم هي مشكلة الإعالة التي ظهرت بدخول الحرب العالمية الأولي وبالقرار العمومي للإعالة في 18 أغسطس 1917 نقلت جميع السلطات إلى الجيش، وأبدأ الصراع بين طلعت وأنور باشا والمدنية والعسكرية، إنهزم طلعت باشا في هذا الصراع وانتقلت مهمة إطعام الناس من طلعت باشا والمدنيين إلى أنور والعساكر، وأُخذت أعمال الإعالة مرة أخرى من العسكريين ونقلت إلى المدنيين بجهود طلعت باشا، وقد كلف كارا كمال بإنشاء وزارة الإعالة، حضر طلعت باشا شخصياً معاهدات السلام مع روسيا التي أُخرجت من الحرب بتحقيق الثورة البلشيقية، ووجد طلعت باشا فرصة التعرف بشخصيات سوف تضطلع دوراً مهم في الدبلوماسية السوفيتية مثل لاف ميهاهيلوفيتش كاراخان وتشيتشارني وكاري راداك ولاف تروتشكي، وبتاريخ 3 مارس 1918م وقَع طلعت باشا إتفاقية السلام كممثلا ً للدولة العثمانية ونتيجة لجهوده الحثيثة تم إعادة جميع الأراضي التي أخذتها روسيا أثناء حرب 93 (أردهان، كارس، ارتقين وباتوم) إلى الدولة العثمانية.
وبعد وفاة السلطان رشاد في شهر يونيو عام 1918 واستقالة الحكومة تم تعيين طلعت باشا في وظيفة الصدر الأعظم من جديد من قبل السطان وحيد الدين، وبعد ما عانوه من هزيمة الدولة في الحرب قدم طلعت باشا استقالته من وظيفة الصدر الأعظم في 8 أكتوبر 1918م، وفي 14 أكتوبر تأسست حكومة أحمد عزت باشا.

### الهروب إلى الخارج
بعد استقالة طلعت باشا من وزارته أصدرت جمعية الاتحاد والترقي والمركز العمومي قرار بنفي طلعت باشا وأنور باشا ود.ناظم ود.بهاء الدين شاكر بك إلى خارج البلاد، وإذا كان نفي طلعت باشا وأنور باشا سيجعلهم يمتلئون بالعداء إلا أنهم بقوا بعيدين عن أعضاء الرأي الأخر بسبب تلك العداوة.
أصدرت جمعية الاتحاد والترقي قرارها الأخير في المؤتمر الذي عقدته في 1 نوفمبر 1918 بحل رئاسة طلعت باشا، في هذه الليلة هرب طلعت باشا وأنور باشا إلى سيفلس توبال عبر البحر الأسود بسفينة توربنده الألمانية ومن هناك ذهبوا إلى برلين.
وقبل أن يهرب طلعت باشا ترك رسالة إلى الصدر الأعظم أحمد عزت باشا يقول فيها انه كان يريد المحاكمة ولكنه ترك ذلك للمستقبل بإصرار أصدقائه وأنه أنقذ البلاد من الاحتلال بعدما أعطي معلومات حول مكان المال وأنه سيدفع الحساب في أول تلغراف لليوم التالي وبمجرد تسليم هذا الجواب إلى عزت باشا ظهرت الأحداث، إن نفي طلعت باشا ورفقائه خارج البلاد أوقع الحكومة في وضع صعب جدا وسقطت الوزارة في 9 نوفمبر وأنشأ توفيق باشا الذي أسس الوزارة الجديدة قراراً بمصادرة أموال طلعت باشا ورفاقه المتبقية في البلاد، وفي تاريخ 2 فبراير 1919 ونتيجة لأحداث الترحيل والتقتيل حكم الوفد البرلماني علي طلعت باشا ورفاقه غيابياً، وبعد تشكيل حكومة فريد باشا أنشأ ديوان حرب جديد من أجل محاكمة شيوخ جمعية الاتحاد والترقي وأصدر قرار بإزالة رتب ونشانات البشوية لطلعت باشا.

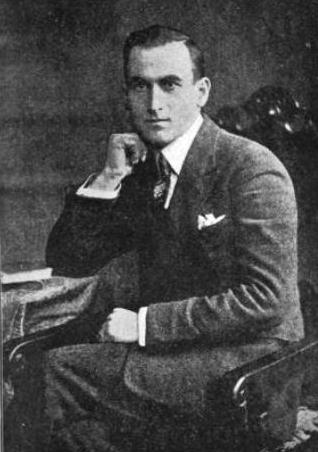
سوغومون تهليريان قاتل طلعت باشا

### فعالياته في الخارج
منذ هروب طلعت باشا بدأ في إدارة جمعية الاتحاد والترقي من جديد خارج البلاد تحت اسم مستعار (علي ساعي) واستأجر مكتباً من أجل إدارة هذه الأنشطة وجمعها في مكان واحد.
كما أراد أن ينشئ صحيفة مع أصدقائه لتلخيص أخبار الوضع السياسي في تركيا ولعدم توفر المال لم يستطيع تحقيق ذلك، وكتب طلعت باشا مذكراته أثناء تواجده في السلطة لبعض الأشخاص المهتمين بالسياسة الذين عرفهم في أوروبا، ومن أهم أنشطته في برلين إنشأ نادي أسماه نادي الشرق وكانت الأموال التي تُجنَي من النادي تذهب مساعدة للطلاب الشرقيين الفقراء وسيسهل أن تعترف أوروبا بالشرق وسينشر الأعمال الشرقية ويقوم بعمل دعاية للشرق، تراسل طلعت باشا وتوفيق باشا وخالدة أديب وجلال بيار مع ممثلي[ أنقرة] بكر سامي بك وجالتيب كمال بك وعقد محادثات مع جامي بك ونوري جوبيكار، كانت هدف هذه المحاولات زيادة الإتفاق بين تركيا والاتحاد السوفيتي واستقامة العلاقة بين إنجلترا والدول الغربية الأخرى ودعم حركة الأناضول.سافر طلعت باشا إلى أوروبا لهذه الأهداف وأجري اتصالات مع الدولة البلشيقية كما أنه في هذه الفترة كان علي تواصل مع مصطفى كامل بنفسه.

### اغتياله
صدر قرار باغتيال طلعت باشا من قبل الاتحاد الثوري الأرمني، في 15 مارس 1921 تم إيكال المهمة لسوغومون تهليريان من أجل قتل طلعت باشا وقتله أمام منزله في مدينة تشارلوتن برج ببرلين ، إعترف سوغومن بارتكابه للجريمة وبعد محاكمة إستغرقت يومين كانت الصدمة والدهشة بأن أعلنت المحكمة الألمانية براءته وأطلقت سراحه، وفي عام 1926 تم تخصيص منزل لأسرته وانضموا لمعاشات الشهداء بموجب القانون الذي صدر عام 1926 بالمجلس القومي، وبعد وفاته دفن في المقبرة التركية في برلين، وفي عام 1943 اتخذ مجلس الرئاسة قراراً بنقله إلى تركيا ودفنه في مقبرة شهداء عبيد الحرية.

## أعماله
بعد وفاة طلعت باشا لم يكن لديه أعمال مطبوعة باستثناء ذكرياته التي نشرت بعد وفاته، وملخص هذه الذكريات نشر في مجلة الشرق الجديد بنيويورك في نوفمبر-ديسمبر 1921م، وقد سلسلت في [مجلة تان] عام 1945م ونشرت علي هيئة كتاب من قٍبل حسين جاهد في عام 1946م.
وأكمل نص مجلة الشرق الجديد الأقسام الناقصة في تسلسل[ تان] ونُشر من قِبل مطبوعات المورد في عام 2006 .ولاسيما فإن جمعية الاتحاد والترقي لم تجد أصل هذه النصوص المجهزة بهدف الدفاع عن إجراءات طلعت باشا أثناء الحرب وكان ذلك موضوع مثير حقاً للجدل.